# Charles Philip Yorke, 5. hrabě z Hardwicke
Charles Philip Yorke, 5. hrabě z Hardwicke (Charles Philip Yorke, 5th Earl of Hardwicke, 5th Viscount Royston, 5th Baron Hardwicke) (23. dubna 1836 – 18. května 1897) byl britský politik a dvořan ze šlechtického rodu Yorke. V politice patřil ke konzervativcům a ve dvou vládách zastával vysoké funkce u dvora. Proslul nákladným stylem života, kvůli dluhům nakonec musel krátce před smrtí prodat hlavní rodové sídlo Wimpole Hall.

## Kariéra
Narodil se jako starší syn admirála a konzervativního politika 4. hraběte z Hardwicke. Studoval v Cambridge a krátce sloužil v armádě, mimo jiné v Indii. Z vojenské služby vystoupil v roce 1861 a v letech 1865–1873 byl členem Dolní sněmovny za Konzervativní stranu. V parlamentu zastupoval hrabství Cambridgeshire, kde rodina vlastnila statky a za tento volební obvod nahradil svého strýce Eliota Yorke (1805–1885). V roce 1873 zdědil titul hraběte z Hardwicke a vstoupil do Sněmovny lordů (jako otcův dědic do té doby vystupoval pod jménem vikomt Royston). V letech 1866–1868 byl finančním inspektorem královského dvora, od roku 1866 zároveň členem Tajné rady. V Disraeliho vládě zastával dvorský post nejvyššího lovčího (1874–1880), dále byl zástupcem místodržitele v hrabství Cambridgeshire.
Patřil k blízkým přátelům prince waleského a tím pádem k elitě britské společnosti druhé poloviny 19. století, díky své zálibě v honosném životním stylu byl znám pod přezdívkou Champagne Charlie. Nakonec se dostal do dluhů a v roce 1894 musel prodat hlavní rodové sídlo Wimpole Hall (Cambridgeshire).

## Rodina

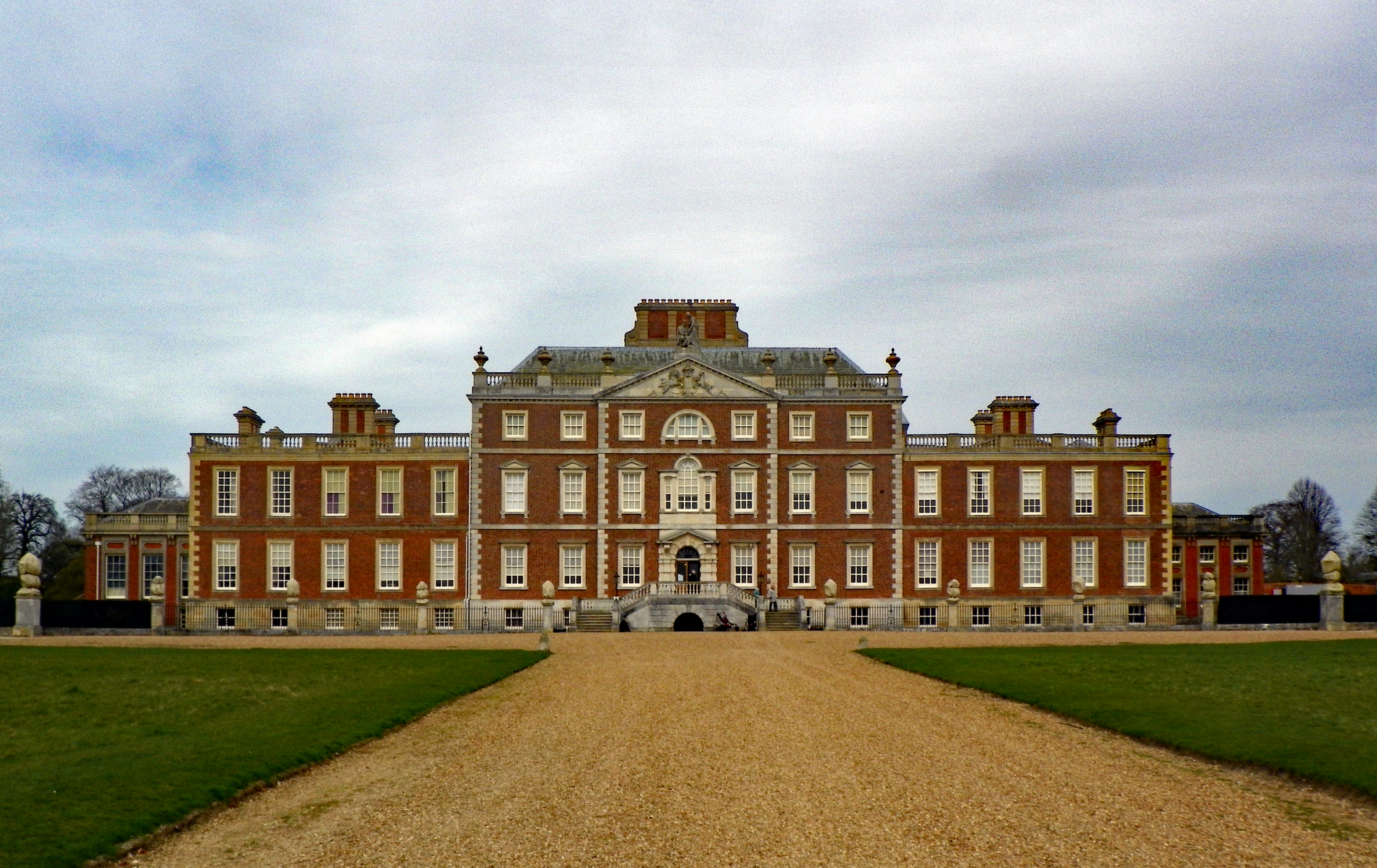
Zámek Wimpole Hall, hlavní sídlo hrabat z Hardwicke v letech 1741–1894

V roce 1863 se oženil se Sophií Wellesley (1840–1923), dcerou významného diplomata 1. hraběte Cowleye. Měli spolu tři děti, syn Albert Edward (1867–1904), kmotřenec prince waleského, byl dědicem titulu hraběte z Hardwicke.